# ألبا تورينس
ألبا تورينس (بالإسبانية: Alba Torrens)‏ مواليد 30 أغسطس 1989 في بينيساليم، إسبانيا، هي لاعبة كرة سلة إسبانية. بدأت مسيرتها الاحترافية في سنة 2006. تلعب في الدوري الروسي لكرة السلة للسيدات. وتحمل الرقم 7. يبلغ طولها 6 قدم 3 بوصة (1.9 م). مثلت منتخب بلادها. شاركت في دورة الألعاب الأولمبية الصيفية سنة 2008.

## المسيرة الاحترافية
لعبت مع نادي سيلتا دي فيغو لكرة السلة من سنة 2006 إلى 2009، ثم لعبت مع نادي أفينيدا لكرة السلة للسيدات من سنة 2009 إلى 2011، ثم لعبت مع نادي غلطة سراي لكرة السلة للسيدات من سنة 2011 إلى 2014.

## سجل المنافسة
شاركت في المنافسات التالية:
- الألعاب الأولمبية الصيفية 2008
- الألعاب الأولمبية الصيفية 2016
- كأس العالم لكرة السلة للسيدات 2010
- كأس العالم لكرة السلة للسيدات 2014
- بطولة أوروبا لكرة السلة للسيدات 2013

## الميداليات
| الميدالية | المسابقة                                 |
| --------- | ---------------------------------------- |
| فضية      | الألعاب الأولمبية الصيفية 2016           |
| فضية      | كأس العالم لكرة السلة للسيدات 2014       |
| برونزية   | بطولة كأس العالم لكرة السلة للسيدات 2010 |

## روابط خارجية
- ألبا تورينس على موقع الاتحاد الدولي لكرة السلة (الإنجليزية)
- ألبا تورينس على موقع كرة السلة الأوروبية.كوم (الإنجليزية)
- ألبا تورينس على موقع بروبوليرز (الإنجليزية)
- ألبا تورينس على موقع سبورتس رفرنس (الإنجليزية)
- ألبا تورينس على موقع سبورتس رفرنس (الإنجليزية)
- ألبا تورينس على موقع اللجنة الأولمبية الدولية (الإنجليزية)
- ألبا تورينس على موقع أوليمبيديا (الإنجليزية)